# 檄
| ウィキペディアには「檄」という見出しの百科事典記事はありません（タイトルに「檄」を含むページの一覧/「檄」で始まるページの一覧）。 代わりにウィクショナリーのページ「檄」が役に立つかもしれません。 |